# Хигашиоми
Хигашиоми е град в префектура Шига, Япония. Населението му е 113 305 жители (по приблизителна оценка от октомври 2018 г.), а площта му e 388,58 km². Намира се в часова зона UTC+9. Основан е през 2005 г.

## Побратимени градове
- Маркет, САЩ от 13 август 1979 г.
- Ретвик, Швеция от 1 ноември 1994 г.
- Табер, Канада от 27 март 1981 г.
- Чанде, Китай от 15 август 1994 г.